# Rathenow
Rathenow (česky též Ratenov) je město v Braniborsku na řece Havola (Havel) zhruba 70 km západně od Berlína. Žije v něm 26 433 obyvatel.

## Historie
Osada známá již ve 12. století získala městská práva od Oty IV. Braniborského v roce 1295. Od konce 18. století je město známé výrobou optických přístrojů, kterou založil Johann Heinrich August Duncker, vynálezce prvního mnohobrusného stroje na přesnou výrobu čoček. Byl zde také zpracováván jíl z řeky Havel na cihly, rozvážené do celého Německa (jsou z nich postaveny např. zámek Sanssouci, berlínská radnice a holandská čtvrť v Postupimi).
Město bylo vážně poškozeno za druhé světové války, nejprve spojeneckým bombardováním (letadla mířila na Berlín, ale pod útokem stíhaček musela část svého nákladu bomb shodit dříve) a později dělostřelectvem Rudé armády, když se zde na konci války měla opevnit část německých vojsk pod velením maršála Keitela.
V éře NDR byla podstatná část obyvatel zaměstnána ve velké továrně na optiku Rathenower Optischen Werken. Po sjednocení Německa byla produkce přerušena, a i když zde v roce 2002 otevřela svou pobočku optická firma Vielmann, potýká se město s vysokou nezaměstnaností a odchodem mladých lidí, kvůli kterému jsou některé čtvrti velmi řídce obydlené.
Největší obchodně-kulturní akcí je velký zahradnický veletrh, který do města v roce 2006 přilákal na 500 000 hostů.

## Památky
- Velký pískovcový pomník kurfiřta Friedricha Wilhelma, vítěze nad Švédy z bitvy u Fehrbellinu v roce 1675;
- Rolfův teleskop, zkonstruovaný v letech 1949–1953 inženýrem Edwinem Rolfem;
- Vyhlídková Bismarckova věž z roku 1914;
- Protestantský kostel sv. Panny Marie a sv. Ondřeje (původní románská bazilika přestavěná do gotické podoby v letech 1517–1589);
- Katolický kostel sv. Jiří.

## Partnerská města
- Złotów, Polsko
- Rendsburg, Německo

## Galerie

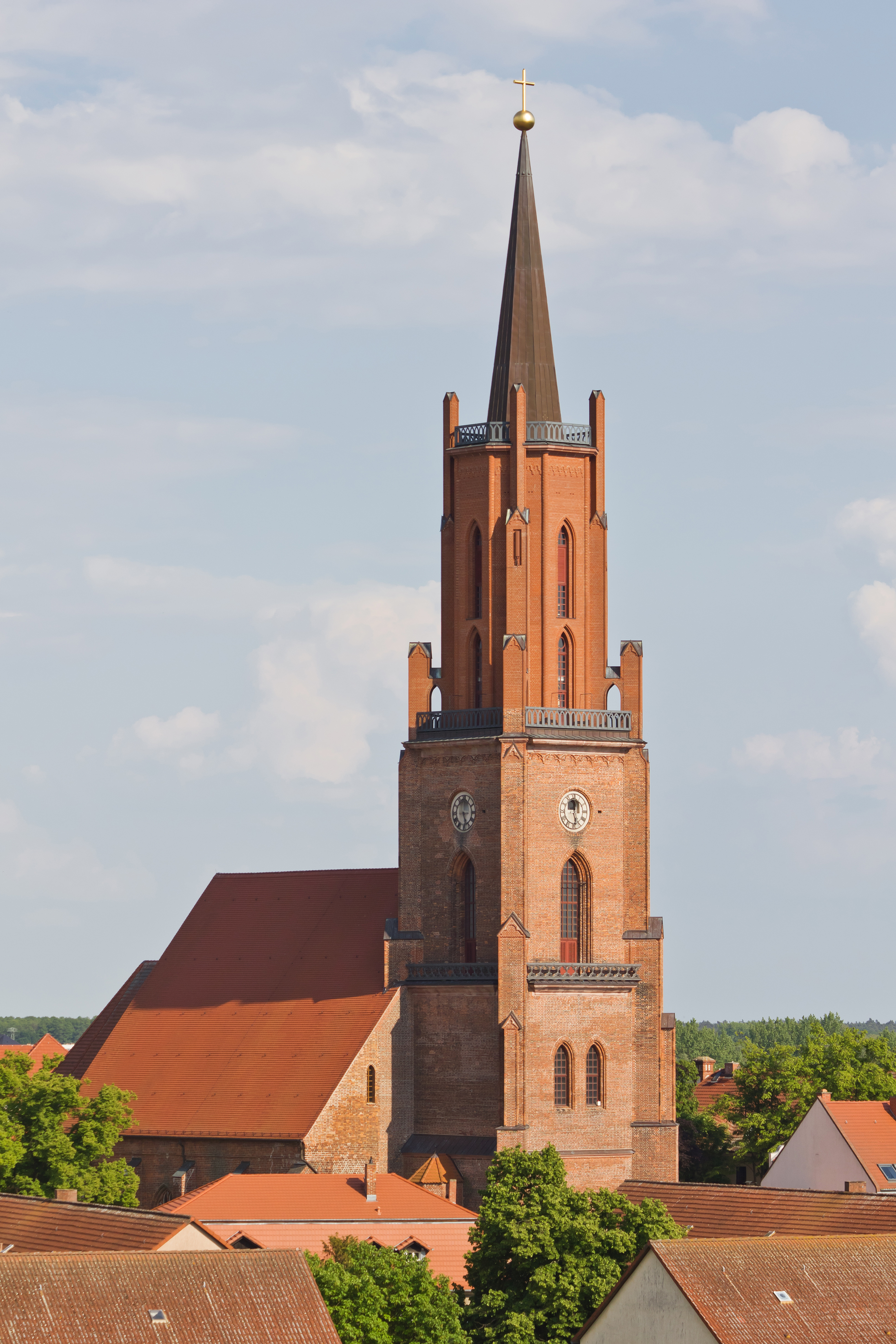
Kostel sv. Panny Marie a sv. Ondřeje
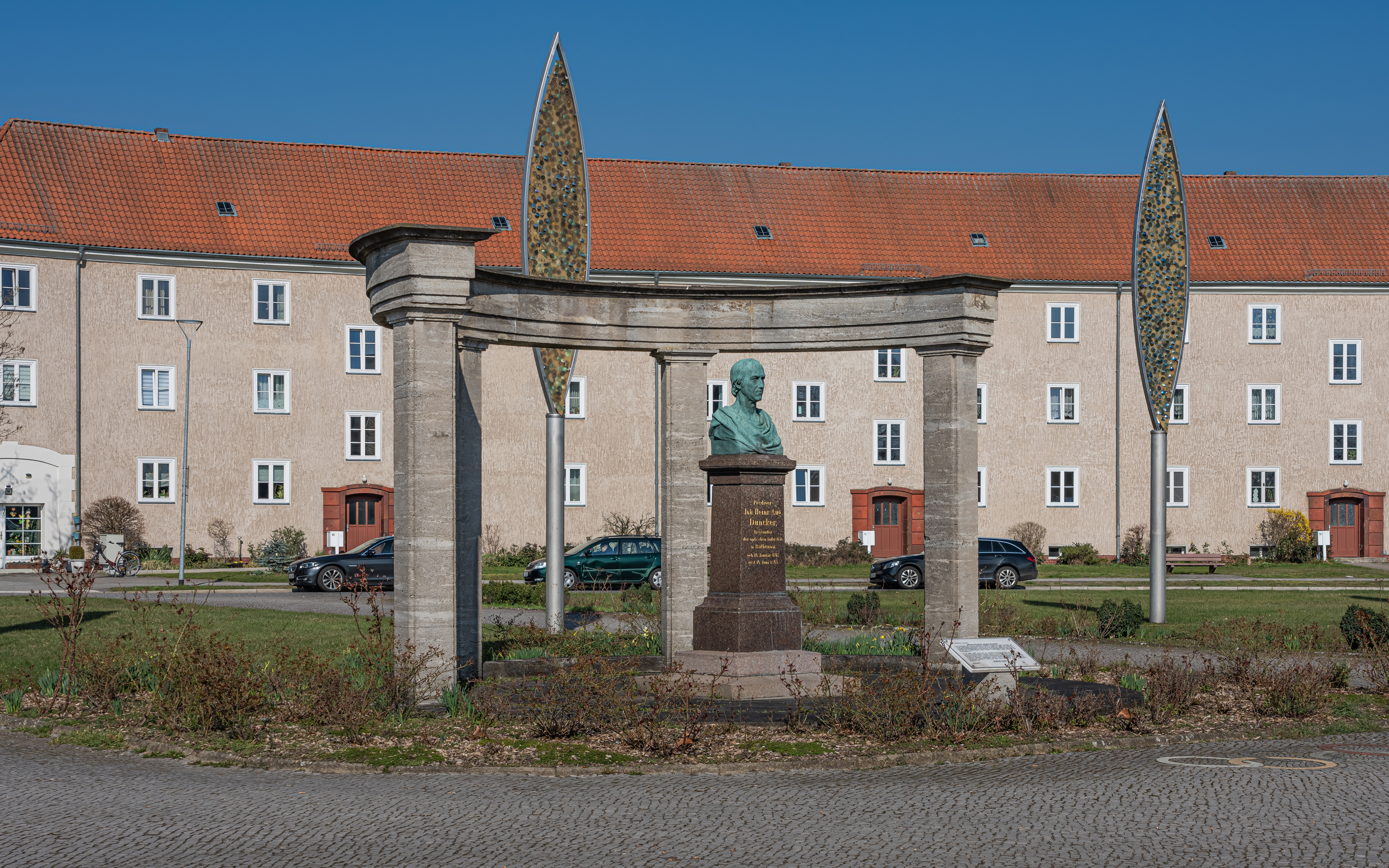
Pomník J. H. A. Dunckera
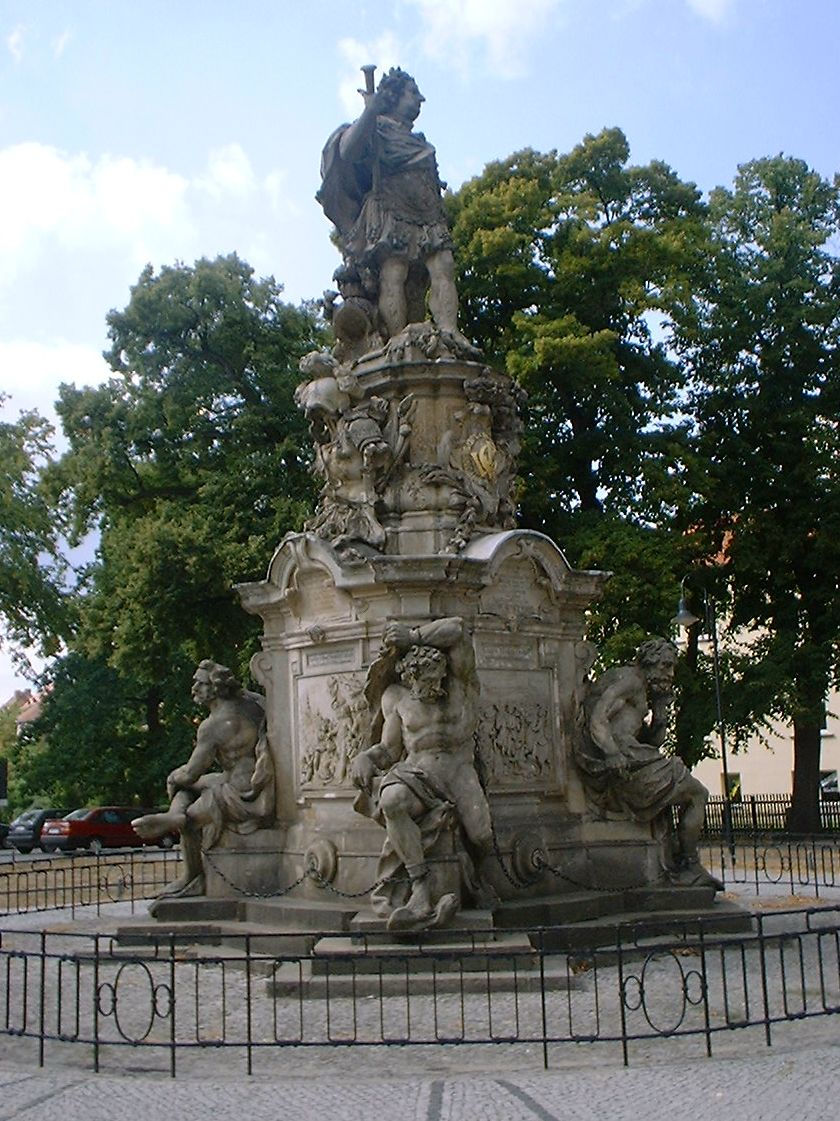
Pomník kurfiřta Friedricha Wilhelma
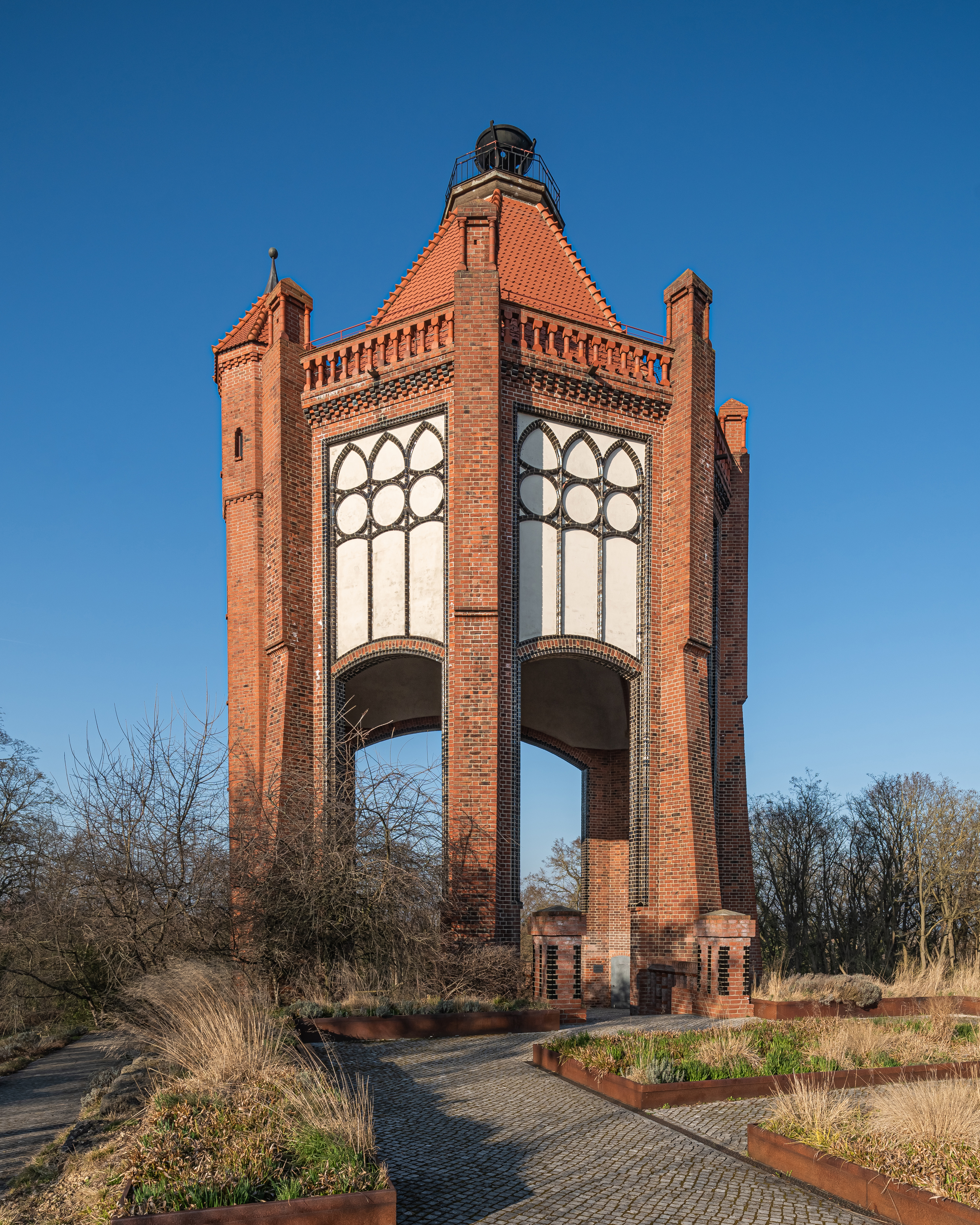
Bismarckova věž